# Кёппен, Карл Фридрих Альберт
Ка́рл Фри́дрих А́льберт Кёппен (нем. Karl Friedrich Albert Köppen; 17 декабря 1822 — 1898) — немецкий юрист и историк права. Преподавал в Йене, Марбурге, Вюрцбурге и Страсбурге.

## Биография
Учился в Берлине, затем преподавал в Йене. Профессор римского права в Марбурге (с 1857), Вюрцбурге (с 1864); с 1872 года — во вновь основанном немецком университете в Страсбурге.

## Труды
Главные труды Кёппена: 
• «Die Erbschaft» (Берлин, 1856); 
• «System des heutigen römischen Erbrechts» (2 вып., Йена, 1862—1864; труд неоконченный); 
• «Der obligatorische Vertrag unter Abwesenden» (Йена, 1871); 
• «Der Fruchterwerb des bonae fidei possessor» (Йена, 1872); 
• «Grundriss zu Vorlesungen über die Institutionen und Geschichte des römischen Privatrechts» (Страсб., 1879); 
• «Lehrbuch des heutigen römischen Erbrechts» (Вюрцб., 1886—1889).